# Chasma Australe
Chasma Australe és una estructura geològica del tipus chasma a la superfície de Mart, situada amb el sistema de coordenades planetocèntriques a -80.04 ° de latitud N i 102.53 ° de longitud E. Fa 352.61 km de diàmetre. El nom va ser fet oficial per la UAI l'any 1973 i pren el nom d'una característica d'albedo.